# Botomulyo
Botomulyo is een bestuurslaag in het regentschap Kendal van de provincie Midden-Java, Indonesië. Botomulyo telt 4591 inwoners (volkstelling 2010).